# Oblast de Sverdlovsk
L’oblast de Sverdlovsk (en russe : Свердло́вская о́бласть, Sverdlovskaïa oblast) est un sujet fédéral de l'Oural en Russie, dont le chef-lieu est la ville de Iekaterinbourg. Rosstat lui attribue le code 65 et son code d'immatriculation est le 65. Il tient son nom au toponyme soviétique de sa capitale, nommée en l'honneur du bolchevik Iakov Sverdlov.

## Géographie

### Situation
L'oblast de Sverdlovsk est un des 89 sujets de la fédération de Russie, situé dans l'Oural, et dépendant ainsi du district fédéral de l'Oural. Il se situe sur les contreforts est de l’Oural ainsi que dans la plaine occidentale de Sibérie. Bien qu’une petite partie de l’oblast soit située sur le versant occidental de l'Oural, on peut considérer qu’il s'agit de l’oblast le plus peuplé de la Russie d’Asie. L'oblast de Sverdlovsk est frontalier du kraï de Perm (en partant de l'ouest et dans le sens des aiguilles d'une montre), de la république des Komis, des Khantys-Mansis, de l'oblast de Tioumen, de l'oblast de Kourgan, de l'oblast de Tcheliabinsk et de la Bachkirie.
Couvrant une superficie de 194 226 km2, l'oblast s'étire sur environ  560 km d'ouest en est et sur environ 600 km du nord au sud. Les plus hauts sommets appartiennent à l'Oural septentrional : le Mont Konjakovsky (1 569 m) et le Mont Denejkine (1 492 m). L'Oural moyen est pour l'essentiel une région de collines peu découpée; l'altitude moyenne y oscille entre 300 et 500 m. Les plus grandes rivières sont la Tavda, la Tura, ainsi que deux affluents de la Kama : la Tchoussovaïa et l'Oufa.

L'oblast de Sverdlovsk est situé dans le fuseau horaire MSK+2 (heure de Iekaterinbourg). Le décalage horaire appliqué par rapport au temps universel coordonné est +06:00. 

Paysages de l'oblast :
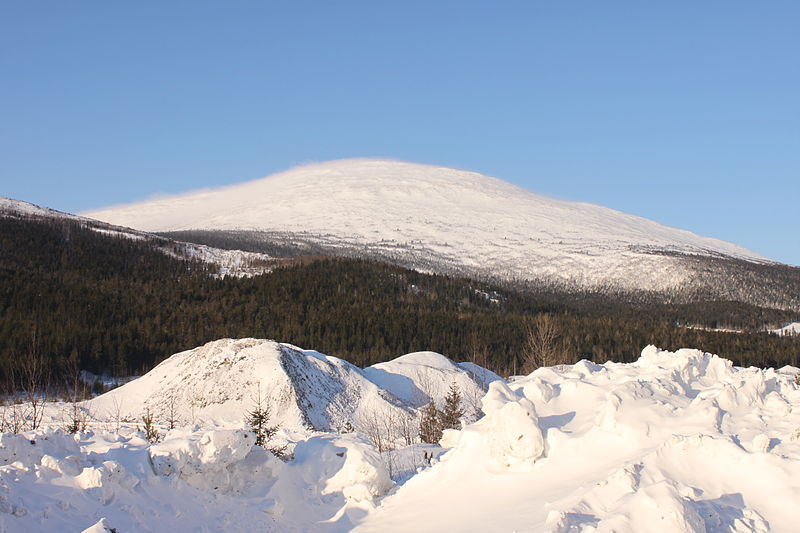
Le Kosvinski Kamen dans l'Oural septentrional.
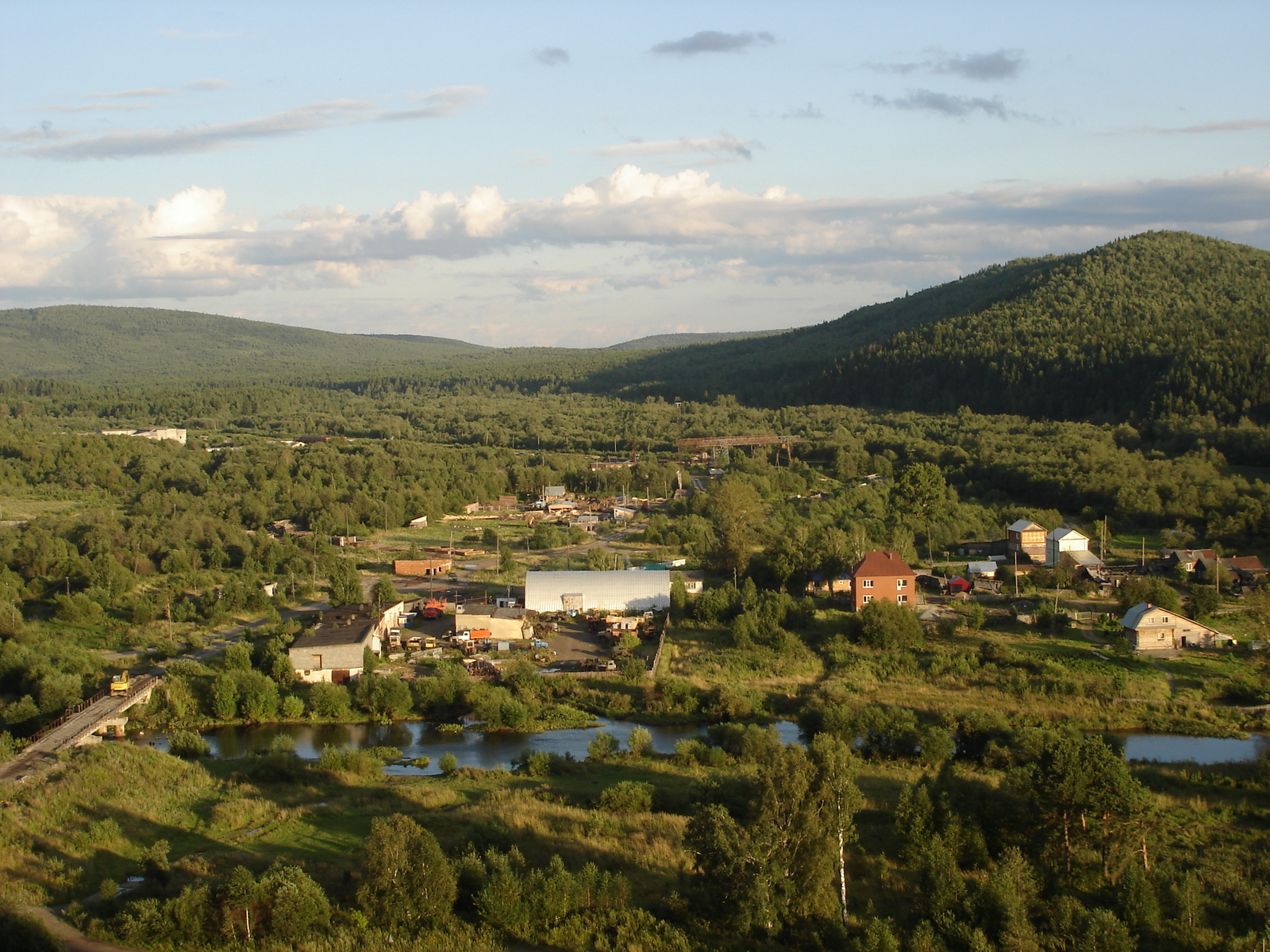
Nijnie Sergui.
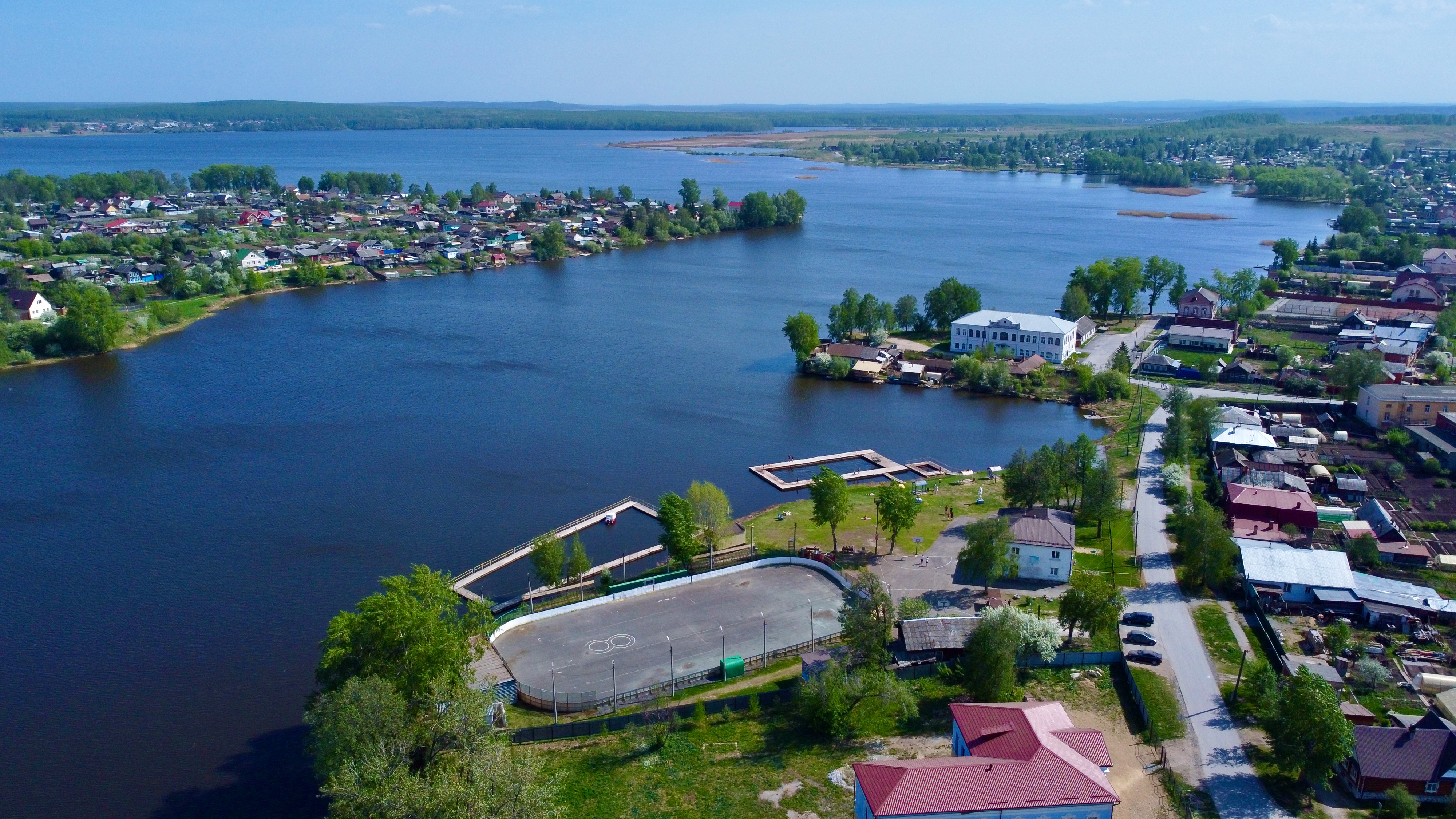
Neviansk.
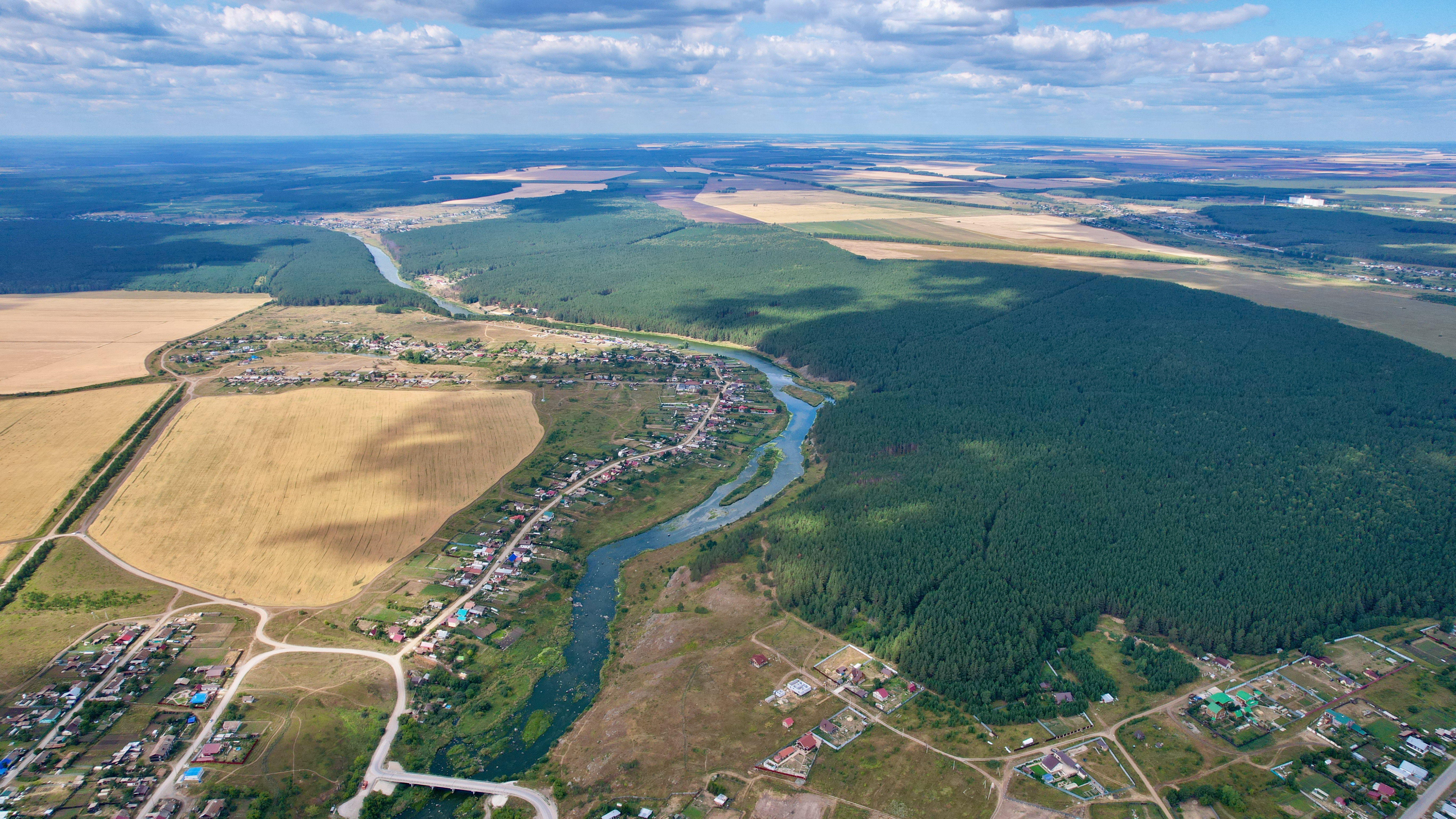
Champs dans le raïon de Kamenski.

### Hydrographie
Le territoire de l'oblast de Sverdlovsk appartient aux bassins de sept rivières principales : la Tavda, la Toura, la Pychma, l'Isset, la  Tchoussovaïa, la Jfa et la Sylva. Le réseau hydrographique est représenté par 18 414 cours d'eau d'une longueur cumulée de plus de 68 000 km. Ils se répartissent entre 17 370 cours d'eau jusqu'à 10 km de long pour une longueur totale de 34 000 km, et 1 027 cours d'eau de 10 à 200 km de long pour une longueur totale de 8 150 km.
Les ressources naturelles en eau s'élèvent à 30,07 km3 par an, dont 29,1 km3 qui se forment dans l'oblast de Sverdlovsk. La moitié du volume d'eau est prélevé par l'oblast.

### Climat
.
| Températures moyennes minimales             | −1,8 °C                                          | −0,4 °C                             |
| Températures moyennes                       | 3,3 °C                                           | 0,8 °C                              |
| Températures moyennes maximales             | 7,8 °C                                           | 5,1 °C                              |
| Précipitations moyennes                     | 534 mm                                           | 472,4 mm                            |
| Record de températures Minimale / Maximale  | −44,6 °C (janvier 1915) / 40,0 °C (juillet 2023) | −44,0 °C (janvier) / 39,4 °C (août) |
| Sources : pogoda i klimat et climatebase.ru |                                                  |                                     |

## Urbanisme

### Voies de communication et transports

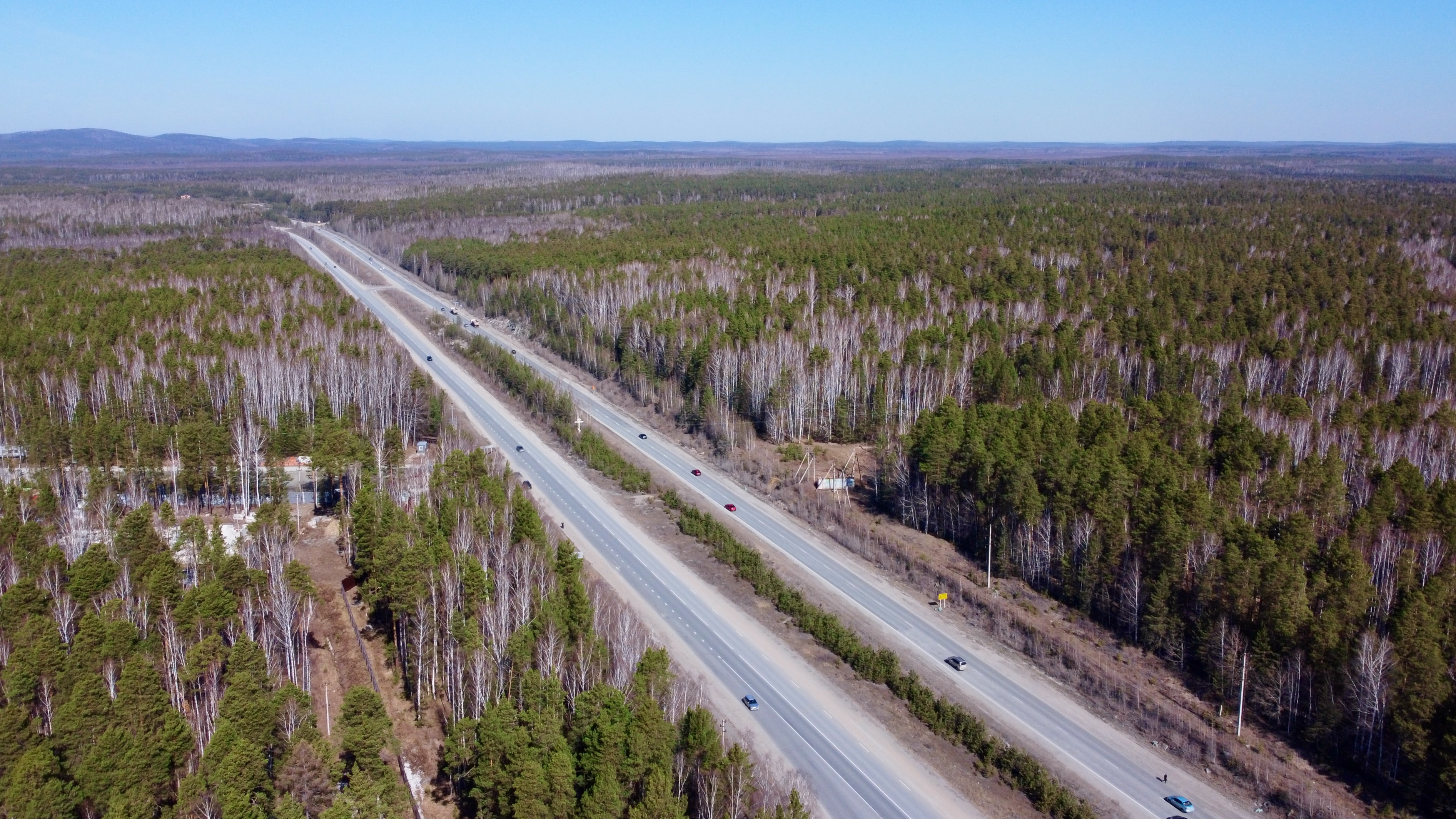
Route de Serov au nord de Verkhniaïa Pychma non-loin de Iekaterinbourg.

Fin 2022, selon Rosstat, la longueur totale des voies publiques dans l'oblast de Sverdlovsk est de 32 325,1 km, dont 652,3 km de routes d'importance fédérales, 10 919,1 km de routes d'importance régionale et 20 753,7 km de routes d'importance locale. La longueur des routes à revêtement dur est de 25 109,2 km (77,7 % du total), tandis que la densité des voies publiques est de 129 km / 10 000 km2 dans l'oblast.
Fin 2022, selon Rosstat, l'oblast de Sverdlovsk compte 3 510,9 km de voies ferrées, et la densité du réseau ferré est de 181 km / 10 000 km2.
Iekaterinbourg est un carrefour bien desservi par les réseaux routiers et ferroviaires russes. Son aéroport est également desservi par plusieurs compagnies aériennes européennes.
La Voie forestière d'Alapaïevsk, antenne ferroviaire longue de 280 km, destinée au trafic de passagers, est a plus longue voie d'écartement 750 mm de Russie.

### Répartition des terres
La répartion des terres selon le rapport d'État « Sur l'état et la protection de l'environnement de la fédération de Russie en 2022 » du ministère des ressources naturelles et de l'environnement russe est, selon les catégories du code foncier russe, la suivante:
| Répartition                                  | 2022 (km2) | 2022 (%) |
| -------------------------------------------- | ---------- | -------- |
| Terres agricoles                             | 40 085     | 20.6     |
| Terres des localités                         | 7 412      | 3.8      |
| Terres d'industrie et autres fins spéciales  | 4 487      | 2.3      |
| Terres de territoires et des objets protégés | 1 662      | 0,9      |
| Terres du fonds forestier                    | 136 610    | 70.3     |
| Terres du fonds aquatique                    | 924        | 0,5      |
| Terres de réserve                            | 3 046      | 1.6      |
| Total                                        | 194 226    | 100      |

## Histoire

### Préhistoire

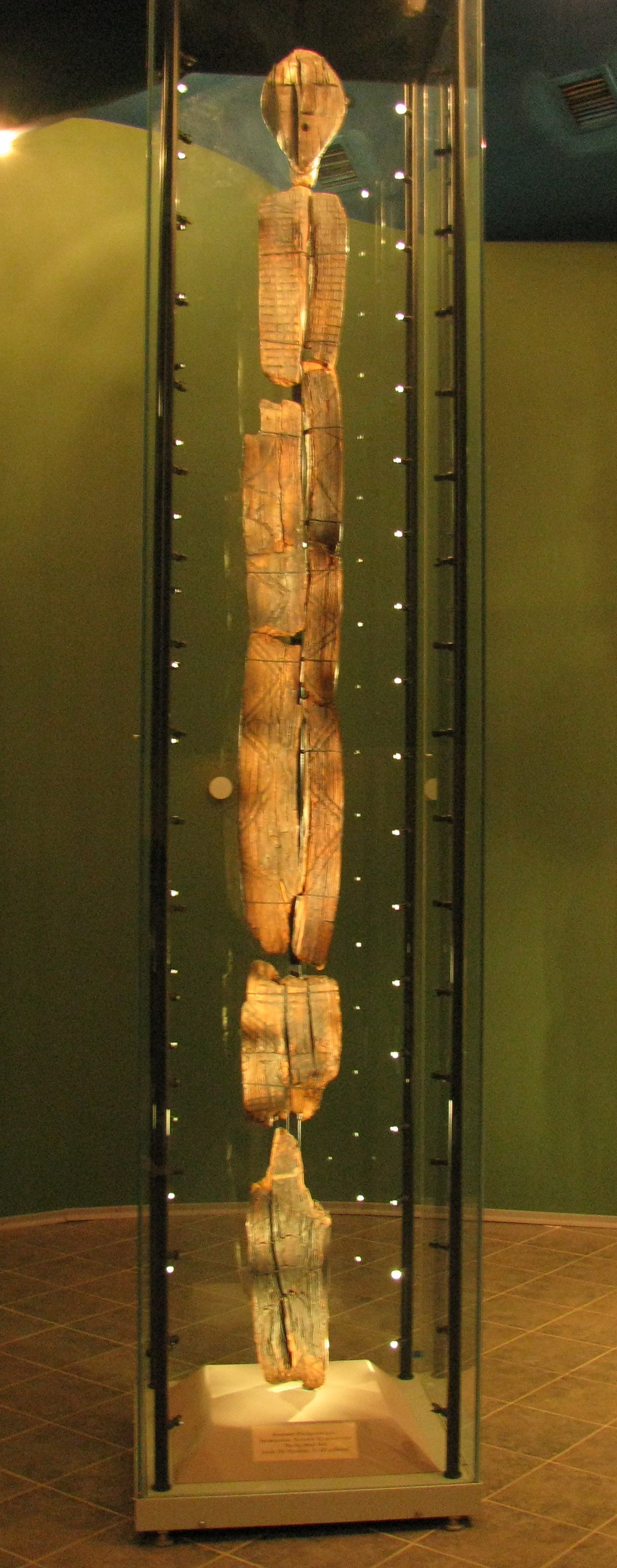
Idole de Shigir.

Le territoire de la région est habité depuis le Paléolithique. De nombreux sites d'anciens peuples ont été découverts, datant du Paléolithique à l'âge du fer. Le Paléolithique supérieur comprend le site de Gari sur la rive droite de la rivière Sosva, près du village de Gari, le site de la grotte de Chaïtan et le site de la grotte de Bezymianny (Xe millénaire av. J.-C.),. En 1890, l'idole de Shigir, daté d'environ 12 000 ans (mésolithique) a été découverte.
Une colonie et un cimetière dans la région de Kalmatski Brod sont situés sur la rive droite de la rivière Isset et remontent à l'époque sarmate (du IIIe siècle av. J.-C. au IIe siècle). Ils appartiennent à la culture archéologique de Kalmak. Dans le cimetière de Kalmatski Brod, les crânes squelettiques ont été fortement déformés par des bandages serrés dans la petite enfance, ce qui indique la pénétration d'éléments ethniques des steppes vers le nord. 
Il existe de nombreux pétroglyphes sur la pierre Koptelovski, ainsi qu'à Staritchnaïa et Serguinskaïa, les peintures rupestres de l'âge du Bronze sur la rivière Neïa, la rivière Taguil (villages de Brekhovaïa, Gaïevaïa, Komelskaïa), des gravures rupestres sur Chaïtan-Kamen, sur la rive droite de la rivière Rej, liées à la population indigène de l'Oural, peut-être parlant une langue ougrienne.

### Empire russe
La colonisation russe de la région a commencé en 1723 avec la création d’un fortin à Iekaterinbourg.

### Époque soviétique
L’ancien président russe Boris Eltsine (1991-1999) est né en 1931 (mort en 2007) dans le village de Boutka situé dans l'oblast.

### Époque post-soviétique

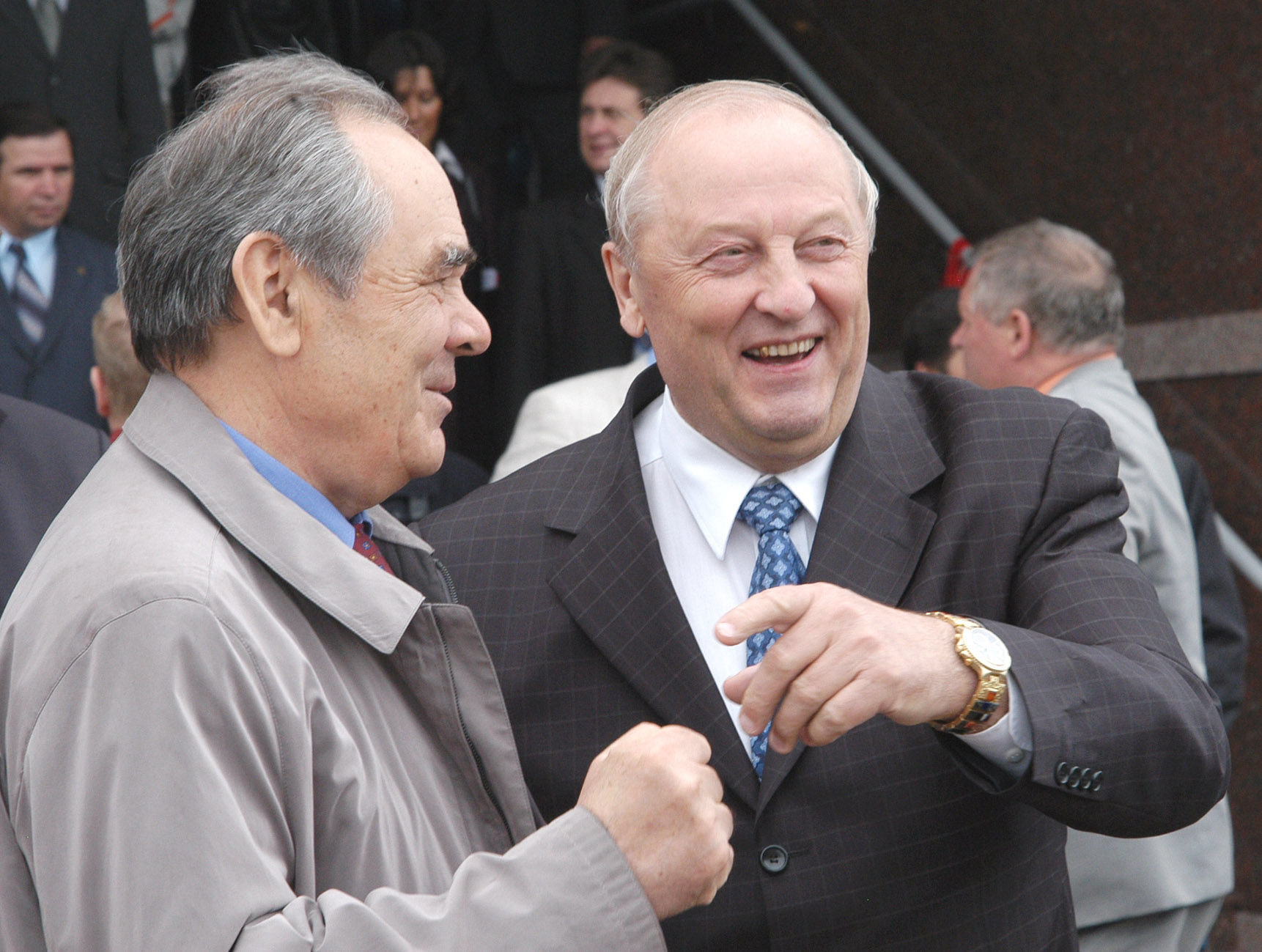
Le gouverneur Eduard Rossel (à dr.) avec Mintimer Chaïmiev, président du Tatarstan, en juin 2003.

Après la dissolution de l'URSS en 1991, le gouverneur de l'oblast de Sverdlovsk, Eduard Rossel (en), profite de la richesse minière de sa province et de ses bonnes relations personnelles avec le président Boris Eltsine, natif de la région, pour obtenir une autonomie locale et fonder son propre parti, « Transformation de l'Oural ». Sverdlovsk est une des premières régions peuplées de Russes à obtenir, le 1er janvier 1996, des relations autonomes directes avec les ministères du gouvernement de la fédération de Russie. L'oblast est un important centre industriel et devient en 1996, le siège du conglomérat Ouralmach ; il devient attractif pour des investisseurs comme Philips, Coca-Cola, Pepsi, Ford, Audi et Volvo. Son statut autonome tombe cependant en désuétude quand le président Vladimir Poutine rétablit des relations centralistes basées sur la « verticale du pouvoir » ; Eduard Rossel doit alors adhérer au parti présidentiel Russie unie.
En novembre 2017, le président tchèque Miloš Zeman visite Iekaterinbourg : il rend hommage aux combattants de la Légion tchécoslovaque qui, en 1918, ont pris part à la guerre civile russe. Il visite aussi l'usine aéronautique UZGA (en) qui participe à la construction de l'avion tchèque Let L-410 Turbolet.

## Population et société

### Démographie
Au 1er janvier 2023, la population s'élève à 4 239 100 habitants, dont 600 000 habitants en milieu rural. La densité de population de l'oblast est de 21,8 hab./km2.
La capitale administrative de l'oblast est Iekaterinbourg (autrefois nommée Sverdlovsk). Historiquement, les centres étaient Nijni Taguil, Kamensk-Ouralski, Pervoouralsk, Serov, Novoouralsk, Asbest et Irbit.
| 2002      | 2016      | 2019      | 2021 | - |
| --------- | --------- | --------- | ---- | - |
| 4 486 214 | 4 330 006 | 4 315 702 | -    | - |

| Année | Fécondité | Fécondité urbaine | Fécondité rurale |
| ----- | --------- | ----------------- | ---------------- |
| 1990  | 1,73      | 1,63              | 2,69             |
| 1991  | 1,55      | 1,45              | 2,50             |
| 1992  | 1,37      | 1,28              | 2,23             |
| 1993  | 1,24      | 1,16              | 1,95             |
| 1994  | 1,31      | 1,25              | 1,88             |
| 1995  | 1,23      | 1,18              | 1,72             |
| 1996  | 1,18      | 1,13              | 1,66             |
| 1997  | 1,14      | 1,09              | 1,52             |
| 1998  | 1,09      | 1,04              | 1,60             |
| 2000  | 1,13      | 1,07              | 1,58             |
| 2001  | 1,19      | 1,15              | 1,54             |
| 2002  | 1,28      | 1,23              | 1,71             |
| 2003  | 1,31      | 1,26              | 1,75             |
| 2004  | 1,34      | 1,32              | 1,50             |
| 2005  | 1,30      | 1,24              | 1,64             |
| 2006  | 1,34      | 1,27              | 1,73             |
| 2007  | 1,44      | 1,35              | 1,98             |
| 2008  | 1,56      | 1,46              | 2,14             |
| 2009  | 1,62      | 1,52              | 2,20             |
| 2010  | 1,67      | 1,57              | 2,27             |
| 2011  | 1,70      | 1,60              | 2,33             |
| 2012  | 1,83      | 1,74              | 2,44             |
| 2013  | 1,87      | 1,77              | 2,62             |
| 2014  | 1,92      | 1,80              | 2,77             |
| 2015  | 1,95      | 1,88              | 2,40             |
| 2016  | 1,91      | 1,85              | 2,31             |
| 2017  | 1,76      | 1,70              | 2,16             |
| 2018  | 1,70      | 1,65              | 2,08             |
| 2019  | 1,62      | 1,57              | 1,98             |

### Ethnies
Selon le recensement de 2021 en Russie, la composition ethnique de l'oblast de Sverdlovsk est la suivante:
| Ethnies                     | Nombre    | % de ceux qui ont indiqué leur ethnie | % de la population totale |
| --------------------------- | --------- | ------------------------------------- | ------------------------- |
| Russes                      | 3 602 669 | 92,32                                 | 84,39                     |
| Tatars                      | 93 576    | 2,40                                  | 2,19                      |
| Tadjiks                     | 21 803    | 0,56                                  | 0,51                      |
| Bachkirs                    | 17 286    | 0,44                                  | 0,40                      |
| Maris                       | 13 998    | 0,36                                  | 0,33                      |
| Qui ont indiqué leur ethnie | 3 902 190 | 100                                   | 91,41                     |
| Total                       | 4 268 998 |                                       | 100                       |

## Politique et administration

### Autorités
Le sujet possède son propre gouverneur ainsi que son propre organe législatif, les deux avec un mandat de 5 ans.

### Résultats électoraux
| Scrutin                      | 1er tour | 1er tour | 1er tour | 1er tour | 1er tour | 1er tour | 1er tour | 1er tour | 1er tour | 1er tour | 1er tour | 1er tour | 2d tour                  | 2d tour                  | 2d tour                  | 2d tour                  | 2d tour                  | 2d tour                  | 2d tour                  | 2d tour                  |
| Scrutin                      | 1er      | 1er      | %        | 2e       | 2e       | %        | 3e       | 3e       | %        | 4e       | 4e       | %        | 1er                      | %                        | 2e                       | %                        | 3e                       | %                        | 4e                       | %                        |
| ---------------------------- | -------- | -------- | -------- | -------- | -------- | -------- | -------- | -------- | -------- | -------- | -------- | -------- | ------------------------ | ------------------------ | ------------------------ | ------------------------ | ------------------------ | ------------------------ | ------------------------ | ------------------------ |
| Présidentielle 2012          |          | ER       | 64.50    |          | KPRF     | 12.14    |          | SE       | 11.46    |          | SRZP     | 5.47     | Victoire au premier tour | Victoire au premier tour | Victoire au premier tour | Victoire au premier tour | Victoire au premier tour | Victoire au premier tour | Victoire au premier tour | Victoire au premier tour |
| Législatives 2016            |          | ER       | 40,53    |          | LDPR     | 16,54    |          | SRZP     | 13,20    |          | KPRF     | 11,88    | Tour unique              | Tour unique              | Tour unique              | Tour unique              | Tour unique              | Tour unique              | Tour unique              | Tour unique              |
| Législatives régionales 2016 |          | ER       | 40,26    |          | SRZP     | 16,85    |          | LDPR     | 15,90    |          | KPRF     | 13,82    | Victoire au premier tour | Victoire au premier tour | Victoire au premier tour | Victoire au premier tour | Victoire au premier tour | Victoire au premier tour | Victoire au premier tour | Victoire au premier tour |
| Gouvernorale 2017            |          | ER       | 62,16    |          | KPRF     | 11,64    |          | SRZP     | 9,06     |          | LDPR     | 5,40     | Tour unique              | Tour unique              | Tour unique              | Tour unique              | Tour unique              | Tour unique              | Tour unique              | Tour unique              |
| Présidentielle 2018          |          | ER       | 74.60    |          | KPRF     | 11.58    |          | LDPR     | 6.79     |          | GRANI    | 2.12     | Victoire au premier tour | Victoire au premier tour | Victoire au premier tour | Victoire au premier tour | Victoire au premier tour | Victoire au premier tour | Victoire au premier tour | Victoire au premier tour |
| Législatives 2021            |          | ER       | 39,94    |          | KPRF     | 22.81    |          | LDPR     | 11.25    |          | SRZP     | 7.58     | Tour unique              | Tour unique              | Tour unique              | Tour unique              | Tour unique              | Tour unique              | Tour unique              | Tour unique              |
| Législatives régionales 2021 |          | ER       | 35,56    |          | KPRF     | 22,98    |          | SRZP     | 14,50    |          | LDPR     | 9,35     | Victoire au premier tour | Victoire au premier tour | Victoire au premier tour | Victoire au premier tour | Victoire au premier tour | Victoire au premier tour | Victoire au premier tour | Victoire au premier tour |
| Gouvernorale 2022            |          | ER       | 65,78    |          | KPRF     | 12,90    |          | SRZP     | 9,15     |          | NL       | 6,47     | Tour unique              | Tour unique              | Tour unique              | Tour unique              | Tour unique              | Tour unique              | Tour unique              | Tour unique              |

### Subdivisions
La structure administrative est déterminée par la Charte de l'oblast et la législation de l'oblast. L'oblast comprend administrativement 30 raïons, 25 villes de subordination régionale et 4 ZATO.  
En 1996, pour coordonner les activités des autorités cantonales, la région a été divisée en cinq circonscriptions administratives : le nord (avec le centre dans la ville de Krasnotourinsk), l'ouest (Pervoouralsk), Gornozavodskoï (Nijni Taguil), l'est (Irbit) et le sud (Kamensk-Ouralski). L'entité municipale « ville d'Iekaterinbourg » n'est incluse dans aucun des districts administratifs. Il est établi par la loi que les circonscriptions ne sont pas des subdivisions et qu'aucun organisme gouvernemental n'y est formé. Chaque district est dirigé par un directeur qui est membre d'office du gouvernement de l'oblast de Sverdlovsk.

## Environnement

### Faune et flore

#### Flore
Selon les données de 2021, l'oblast recense 1 707 espèces de plantes vasculaires, qui appartiennent à 565 genres, à 125 familles, à 8 classes et à 5 divisions. Il y a 19 espèces qui sont représentées dans la flore de l'oblast de Sverdlovsk par deux ou plusieurs sous-espèces, avec un nombre de 44 sous-espèces dans l'oblast. La flore est basée sur les angiospermes, parmi lesquelles prédominent les dicotylédones. L'on recense ainsi 1 643 espèces d'angiospermes, 35 de Polypodiophyta, 12 de Lycopodiophyta, 9 de Pinophyta et 8 d'Equisetophyta.
Alors que 1 356 espèces appartenant à 438 genres et 117 familles sont communes à la région, l'oblast compte aussi 351 espèces adventives. Par ailleurs, l'oblast compte dans sa flore indigène (non-adventive) 95,9 %, soit 1 301 espèces, de plantes à graines, ainsi que 4,1 % (55 espèce) d'espèces et sous-espèces de plantes à spores. L'oblast compte 85 espèces endémiques à l'oblast et à l'Oural, parmi lesquelles Saussurea uralensis Lipsch., Cerastium igoschenae Pobed. et Eritrichium uralense Serg.. Elles représentent 5,4 % de la flore de l'oblast.
| Répartition           | Répartition           | Ensemble de la flore | Ensemble de la flore | Flore indigène | Flore indigène |
| Répartition           | Répartition           | Nombre               | %                    | Nombre         | %              |
| --------------------- | --------------------- | -------------------- | -------------------- | -------------- | -------------- |
| Lycopodiophyta        | Lycopodiophyta        | 12                   | 0,7                  | 12             | 0,9            |
| Equisetophyta         | Equisetophyta         | 8                    | 0,5                  | 8              | 0,6            |
| Polypodiophyta        | Polypodiophyta        | 35                   | 2,1                  | 35             | 2,6            |
| Pinophyta             | Pinophyta             | 9                    | 0,5                  | 7              | 0,5            |
| Magnoliophyta, dont : | Magnoliophyta, dont : | 1643                 | 96,3                 | 1294           | 95,4           |
|                       | Liliopsida            | 392                  | 23                   | 349            | 25,7           |
|                       | Magnoliopsida         | 1253                 | 73,3                 | 947            | 69,8           |
| Total                 | Total                 | 1707                 | 1707                 | 1356           | 1356           |

La superficie totale des terres sur lesquelles se trouvent des forêts est en 2022 de 16 038,2 milliers d'hectares. Plusieurs programmes de reboisement sont soutenus par le gouvernement de l'oblast.

#### Faune

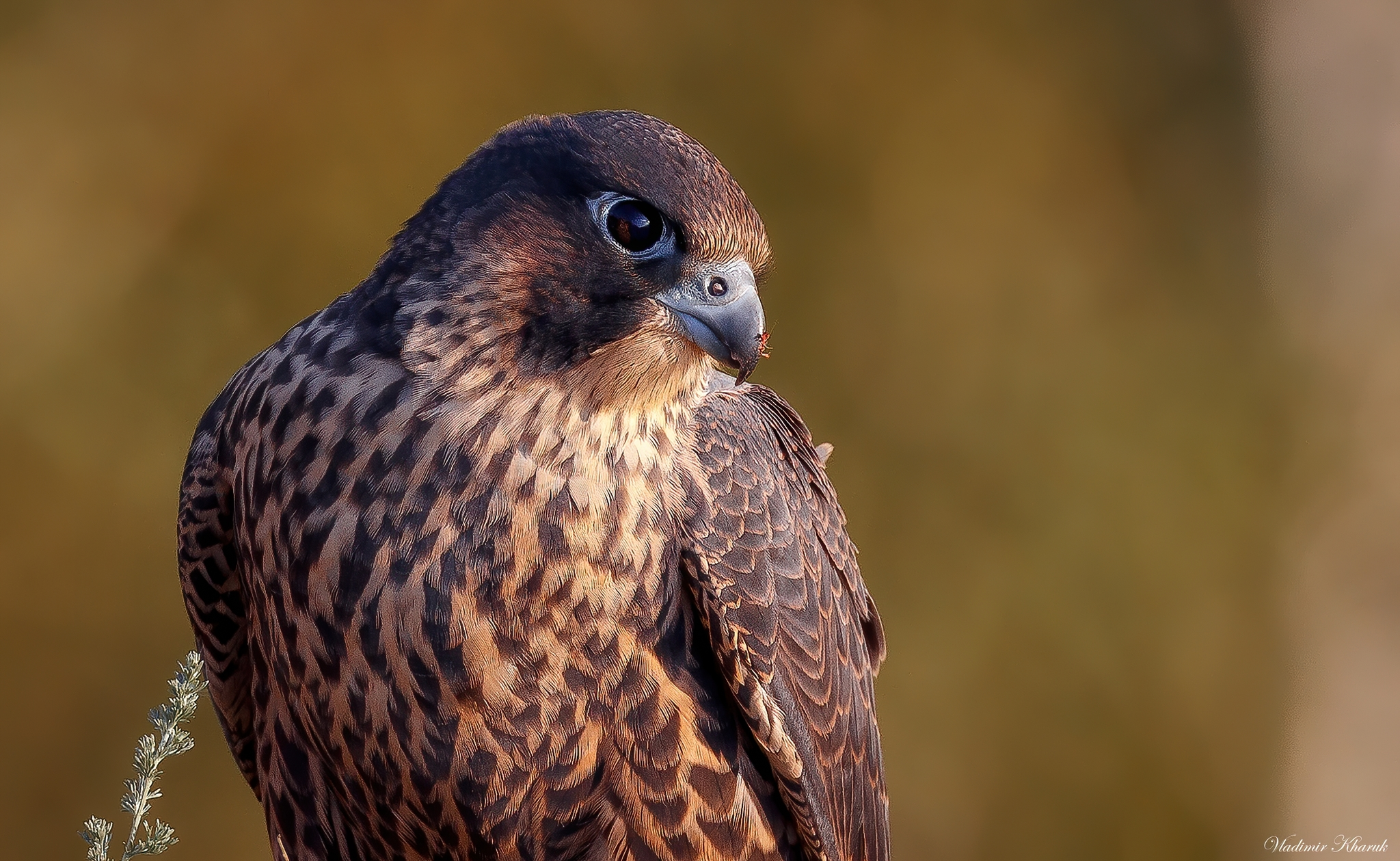
Faucon pèlerin à Kamensk-Ouralski.

L'oblast de Sverdlovsk abrite 254 espèces d'oiseaux, 66 espèces de mammifères, 9 espèces d'amphibiens et  6 espèces de reptiles. Le livre rouge de Russie contient 20 espèces d'oiseaux et 1 espèce de mammifères vivant dans l'oblast. Par ailleurs, le livre rouge de l'oblast recense 45 espèces d'oiseaux, 11 espèces de mammifères, 4 espèces d'amphibiens et 2 espèces de reptiles. Les mammifères de l'oblast sont représentés entre autres par le carcajou, le chevreuil, l'écureuil, le lièvre variable, le loup, le lynx, la martre, l'ours, le renard, le sanglier, le wapiti et la zibeline. Les oiseaux sont eux représentés par la gélinotte des bois, le grand tétras, la perdrix blanche, la perdrix grise et le tétras lyre entre autres.

### Aires protégées
Fin 2022, la superficie des aires protégées d'importance régionale et locale a augmenté de 1 766,7 hectares par rapport à 2021 et s'élève à 1 300 612,3 hectares, tandis que la superficie des aires protégées d'importance fédérale s'élève à 163,1 milliers d'hectares. Au 31 décembre 2021, il y a avait 532 aires protégées dans l'oblast de Sverdlovsk, dont 5 aires protégées fédérales, 507 aires protégées régionales et 20 aires protégées locales.

### Pollution
Le volume total des émissions de polluants atmosphériques en 2022 s'élevait à 948,9 milliers de tonnes, soit une augmentation de 1,6 % % par rapport à 2021. Les émissions du transport routier se sont élevées à 150,0 milliers de tonnes, soit 3,9 milliers de tonnes de plus par rapport à 2021 et 3,1 fois moins par rapport au niveau de 2013. Les émissions des sources fixes se sont élevées à 796,0 milliers de tonnes, augmentant de 1,5 % par rapport aux indicateurs de 2021, mais diminuant de 27,5 % par rapport à 2013.

## Économie

### Généralités

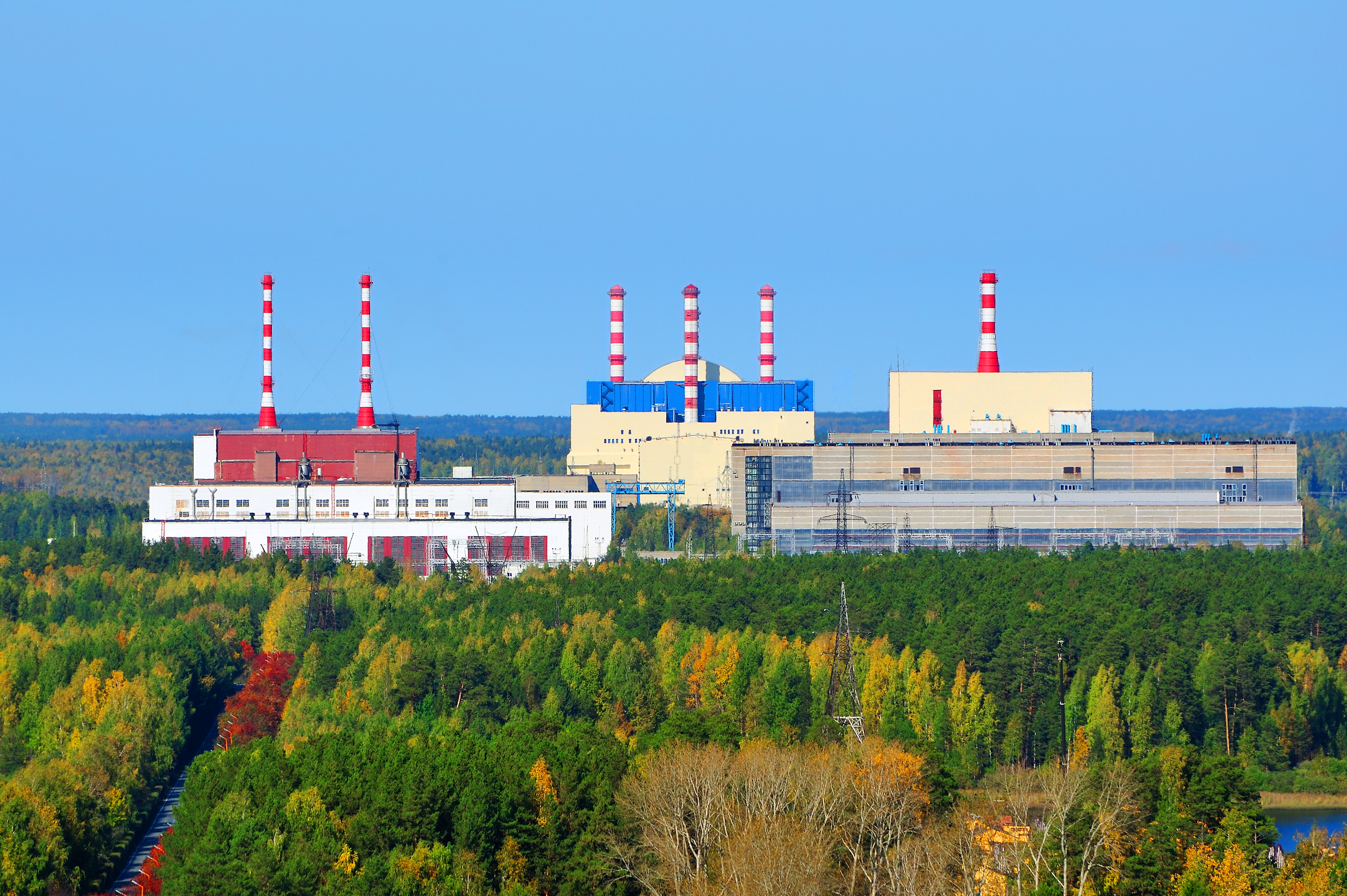
Centrale nucléaire de Beloïarsk en septembre 2015.

En 2021, le produit intérieur brut de l'oblast s'élevait à 3 038,4 milliards de roubles, soit le 9e des 85 sujets russes, compris entre le kraï de Krasnoïarsk au-dessus et l'oblast de Samara en dessous. L'oblast génère 2,5 % du PIB russe. Le PIB par habitant était lui de 710 400 roubles.
L’oblast comprend de nombreuses ressources minières telles que le pétrole, l’or et le platine. Les principaux secteurs d'activité sont la construction mécanique, la transformation des métaux et les mines. La mine Degtyarsky, par exemple, représente l'une des plus grandes réserves de cuivre de Russie et du monde.
.
Les principaux secteurs économiques en 2022 sont les industries manufacturières qui représentent 29,9 % du produit intérieur brut de l'oblast. Le commerce de gros et de détail, la réparation de véhicules et de motos représente le deuxième secteur du PIB avec 14,8 % de celui-ci, et le troisième secteur est celui des activités immobilières qui génère 11,3 % du PIB. 
| Répartition | 2016 (millions de roubles) | %    | 2022 (millions de roubles) | %    |
| --- | -------------------------- | ---- | -------------------------- | ---- |
| Agriculture, foresterie, chasse, pêche et pisciculture                                                                                             | 45 542,1                   | 2,2  | 84 785,3                   | 2,4  |
| Exploitation minière | 26 931,2                   | 1,3  | 74 960,9                   | 2,2  |
| Industries manufacturières | 608 741,1                  | 28,9 | 1 035 031,0                | 29,9 |
| Fourniture d'électricité, de gaz et de vapeur; climatisation                                                                                       | 67 304,0                   | 3,2  | 100 930,6                  | 2,9  |
| Approvisionnement en eau; évacuation de l'eau, organisation de la collecte et de l'élimination des déchets, activités de lutte contre la pollution | 19 350,2                   | 0,9  | 41 269,0                   | 1,2  |
| Construction | 96 397,0                   | 4,6  | 150 418,7                  | 4,3  |
| Commerce de gros et de détail; réparation de véhicules et de motos                                                                                 | 382 563,5                  | 18,1 | 515 210,6                  | 14,8 |
| Transport et stockage | 169 789,3                  | 8,0  | 214 800,6                  | 6,2  |
| Hôtellerie et restauration | 23 866,8                   | 1,1  | 32 063,1                   | 0,9  |
| Information et communications | 47 797,3                   | 2,3  | 97 954,4                   | 2,8  |
| Activités financières et d'assurance | 5 931,9                    | 0,3  | 10 408,1                   | 0,3  |
| Activités immobilières | 208 788,4                  | 9,9  | 391 598,7                  | 11,3 |
| Activités professionnelles, scientifiques et techniques                                                                                            | 67 971,9                   | 3,2  | 164 640,0                  | 4,7  |
| Activités administratives et services complémentaires associés                                                                                     | 50 954,5                   | 2,4  | 66 968,4                   | 1,9  |
| Administration publique et armée ; sécurité sociale                                                                                                | 122 248,7                  | 5,8  | 178 751,8                  | 5,2  |
| Éducation | 61 124,9                   | 2,9  | 134 701,9                  | 3,9  |
| Services de santé et services sociaux | 78 644,9                   | 3,7  | 113 820,6                  | 3,3  |
| Activités culturelles, sportives, de loisirs et de divertissement                                                                                  | 14 392,1                   | 0,7  | 39 917,2                   | 1,2  |
| Prestation d'autres types de services | 11 279,3                   | 0,5  | 21 324,4                   | 0,6  |
| Total | 2 109 619,1                | 100  | 3 469 555,3                | 100  |

### Emplois
| Répartition | oct. 2023 | %   |
| --- | --------- | --- |
| Agriculture, foresterie, chasse, pêche et pisciculture                                                                                             | 25104     |     |
| Exploitation minière | 27844     |     |
| Industries manufacturières | 325140    |     |
| Fourniture d'électricité, de gaz et de vapeur; climatisation                                                                                       | 47199     |     |
| Approvisionnement en eau; évacuation de l'eau, organisation de la collecte et de l'élimination des déchets, activités de lutte contre la pollution | 21697     |     |
| Construction | 66422     |     |
| Commerce de gros et de détail; réparation de véhicules et de motos                                                                                 | 209293    |     |
| Transport et stockage | 101419    |     |
| Hôtellerie et restauration | 27914     |     |
| Information et communications | 39292     |     |
| Activités financières et d'assurance | 26420     |     |
| Activités immobilières | 31912     |     |
| Activités professionnelles, scientifiques et techniques                                                                                            | 63819     |     |
| Activités administratives et services complémentaires associés                                                                                     | 44748     |     |
| Administration publique et armée ; sécurité sociale                                                                                                | 89884     |     |
| Éducation | 150655    |     |
| Services de santé et services sociaux | 117631    |     |
| Activités culturelles, sportives, de loisirs et de divertissement                                                                                  | 26216     |     |
| Prestation d'autres types de services | 7228      |     |
| Total | 1 449 836 | 100 |

### Entreprises
| Répartition | 2024    | %   |
| --- | ------- | --- |
| Agriculture, foresterie, chasse, pêche et pisciculture                                                                                             | 2 040   |     |
| Exploitation minière | 506     |     |
| Industries manufacturières | 10 082  |     |
| Fourniture d'électricité, de gaz et de vapeur; climatisation                                                                                       | 602     |     |
| Approvisionnement en eau; évacuation de l'eau, organisation de la collecte et de l'élimination des déchets, activités de lutte contre la pollution | 734     |     |
| Construction | 12 899  |     |
| Commerce de gros et de détail; réparation de véhicules et de motos                                                                                 | 33 821  |     |
| Transport et stockage | 7 712   |     |
| Hôtellerie et restauration | 2 334   |     |
| Information et communications | 3 483   |     |
| Activités financières et d'assurance | 1 364   |     |
| Activités immobilières | 11 089  |     |
| Activités professionnelles, scientifiques et techniques                                                                                            | 9 136   |     |
| Activités administratives et services complémentaires associés                                                                                     | 4 329   |     |
| Administration publique et armée ; sécurité sociale                                                                                                | 1 955   |     |
| Éducation | 3 962   |     |
| Services de santé et services sociaux | 2 483   |     |
| Activités culturelles, sportives, de loisirs et de divertissement                                                                                  | 2 419   |     |
| Prestation d'autres types de services | 4 280   |     |
| Autres | 4       |     |
| Total | 115 234 | 100 |

#### Agriculture

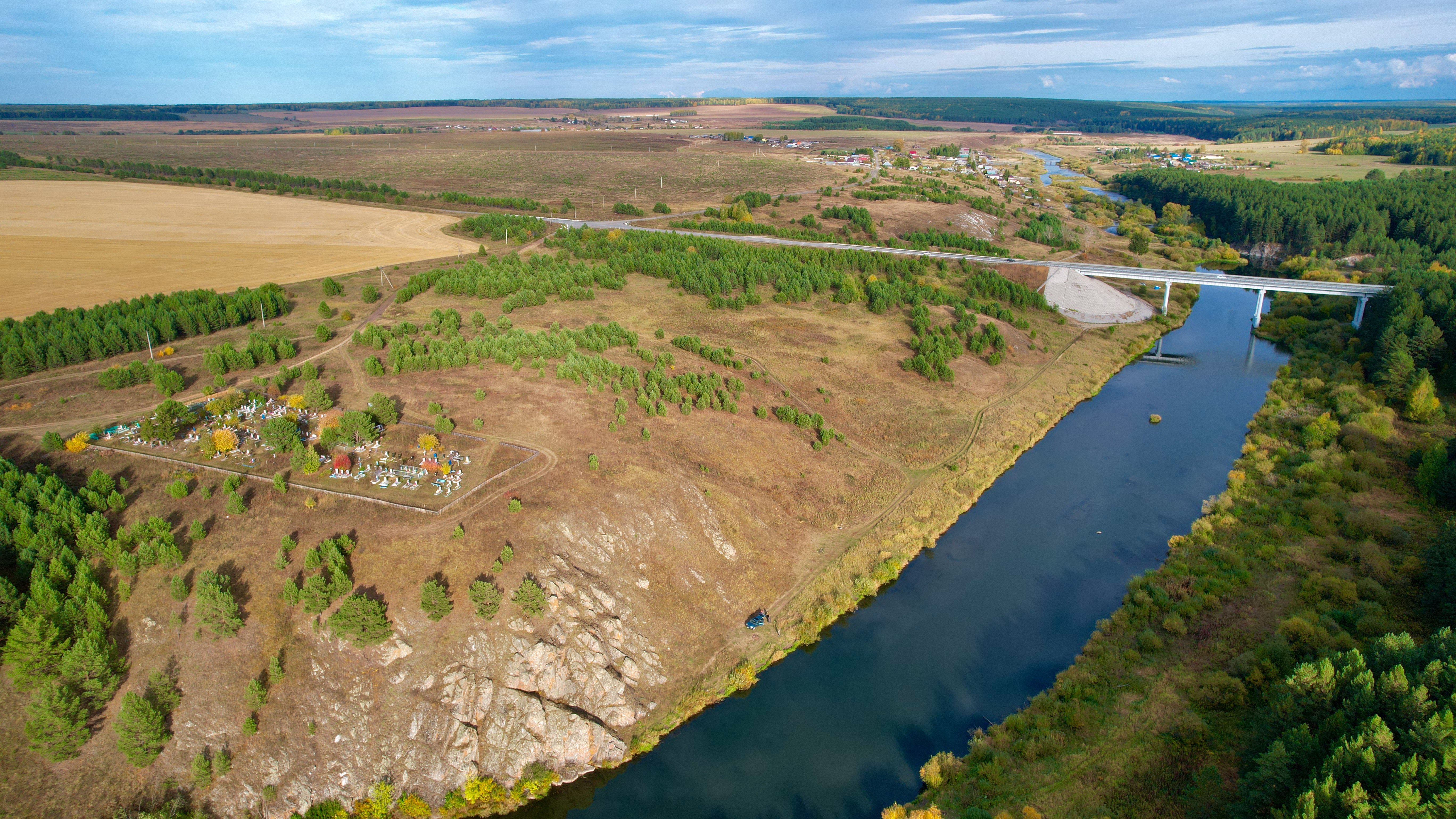
Champ le long de la rivière Rej en septembre 2022.

La superficie ensemencée est la suivante :
| Superficies ensemencées : | Superficies ensemencées : | Superficies ensemencées : | Superficies ensemencées : | Superficies ensemencées : | Superficies ensemencées : |
| année                     | 1959                      | 1990                      | 2000                      | 2005                      | 2015                      |
| ------------------------- | ------------------------- | ------------------------- | ------------------------- | ------------------------- | ------------------------- |
| Mille ha                  | 1521                      | 1521                      | 1334.1                    | 959,6                     | 866.4                     |

#### Zone de défense
Dans les monts Oural, au nord de l'oblast, un PC auxiliaire de l’Autorité de défense nucléaire russe a été taillé dans le granite à 300 m de profondeur sous le Mont Kosvinski au cours des années 1990. Ses missions sont de seconder le PC de Moscou, de tenir prêtes les têtes nucléaires à charge pénétrante : c'est, en somme, l'équivalent russe du PC américain de Cheyenne Mountain (cf. également le « système Périmètre »).

## Culture locale et patrimoine
L'oblast de Sverdlovsk possède un patrimoine récent et, de fait, moins important que dans d'autres régions russes. Au 20 mars 2024, selon le décompte du Département d'État pour la protection des objets du patrimoine culturel de l'oblast de Sverdlovsk, l'oblast comprend 1787 objets patrimoniaux culturels inscrits au registre d'État unifié des objets du patrimoine culturel, dont 453 objets d'importance fédérale, 1 315 objets d'importance régionale ainsi que 19 objets d'importance locale. 

Patrimoine classé (sélection) :
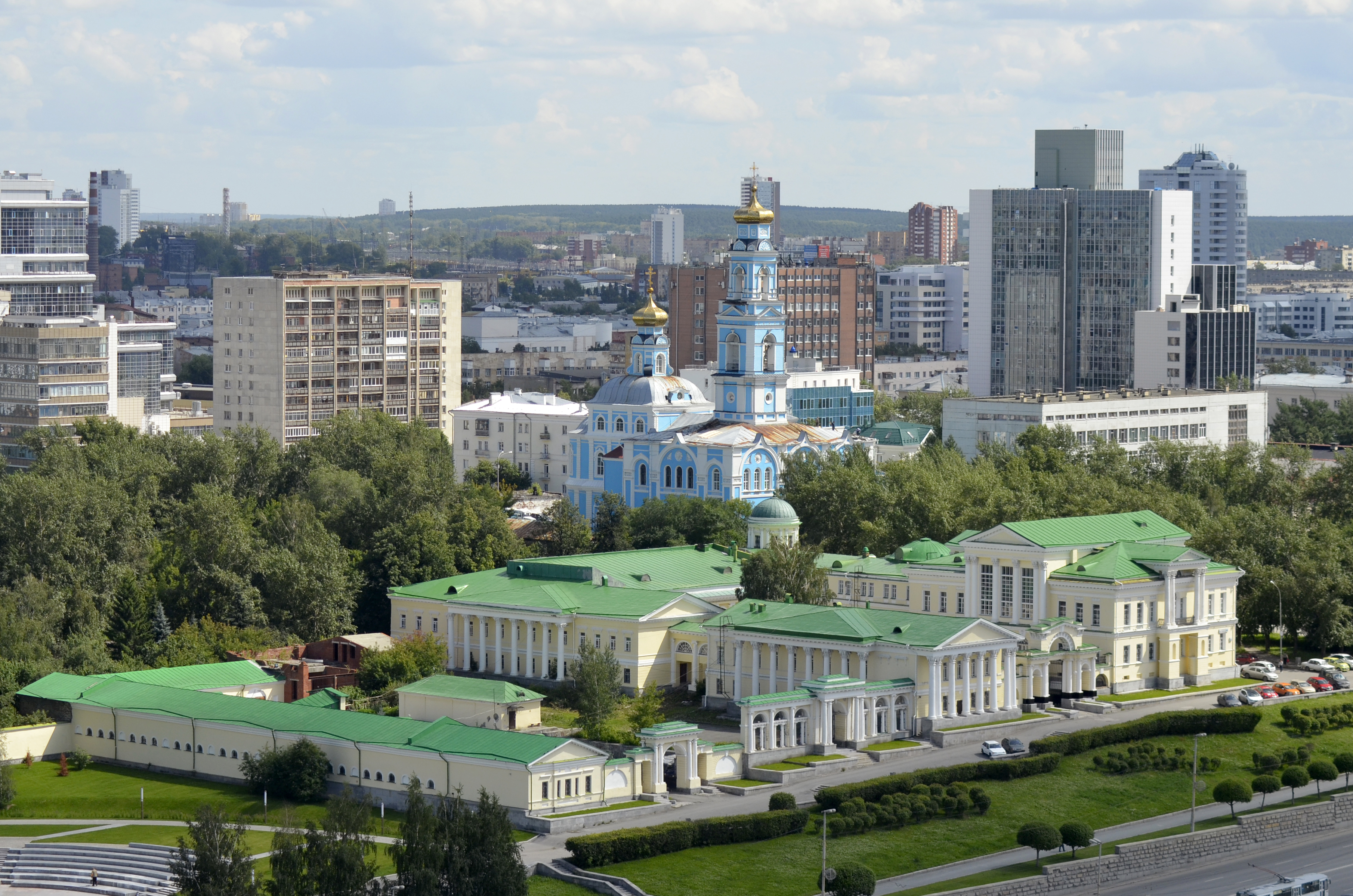
Palais Kharitonov d'Iekaterinbourg.
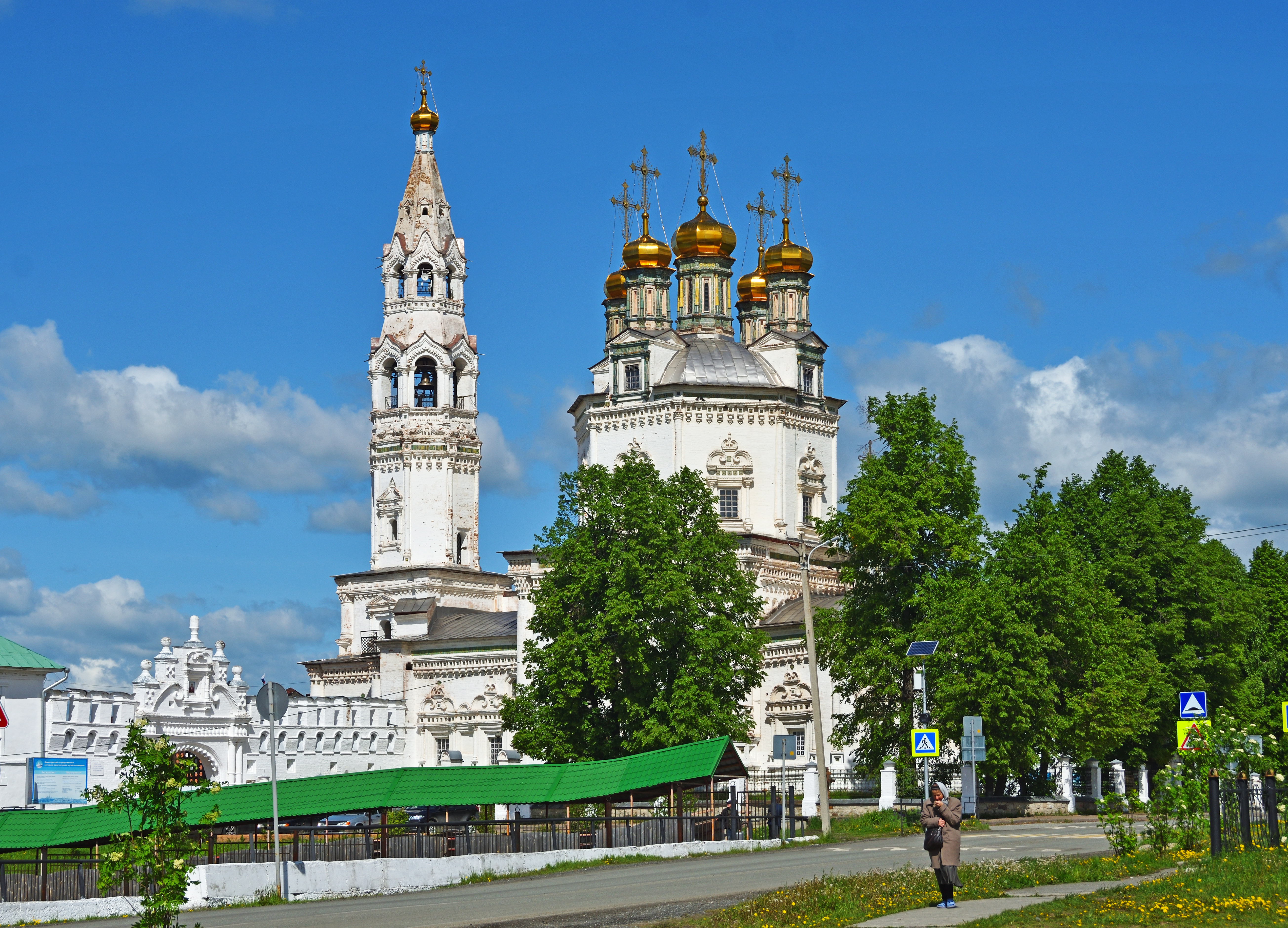
Cathédrale de la Sainte-Trinité de Verkhotourié.
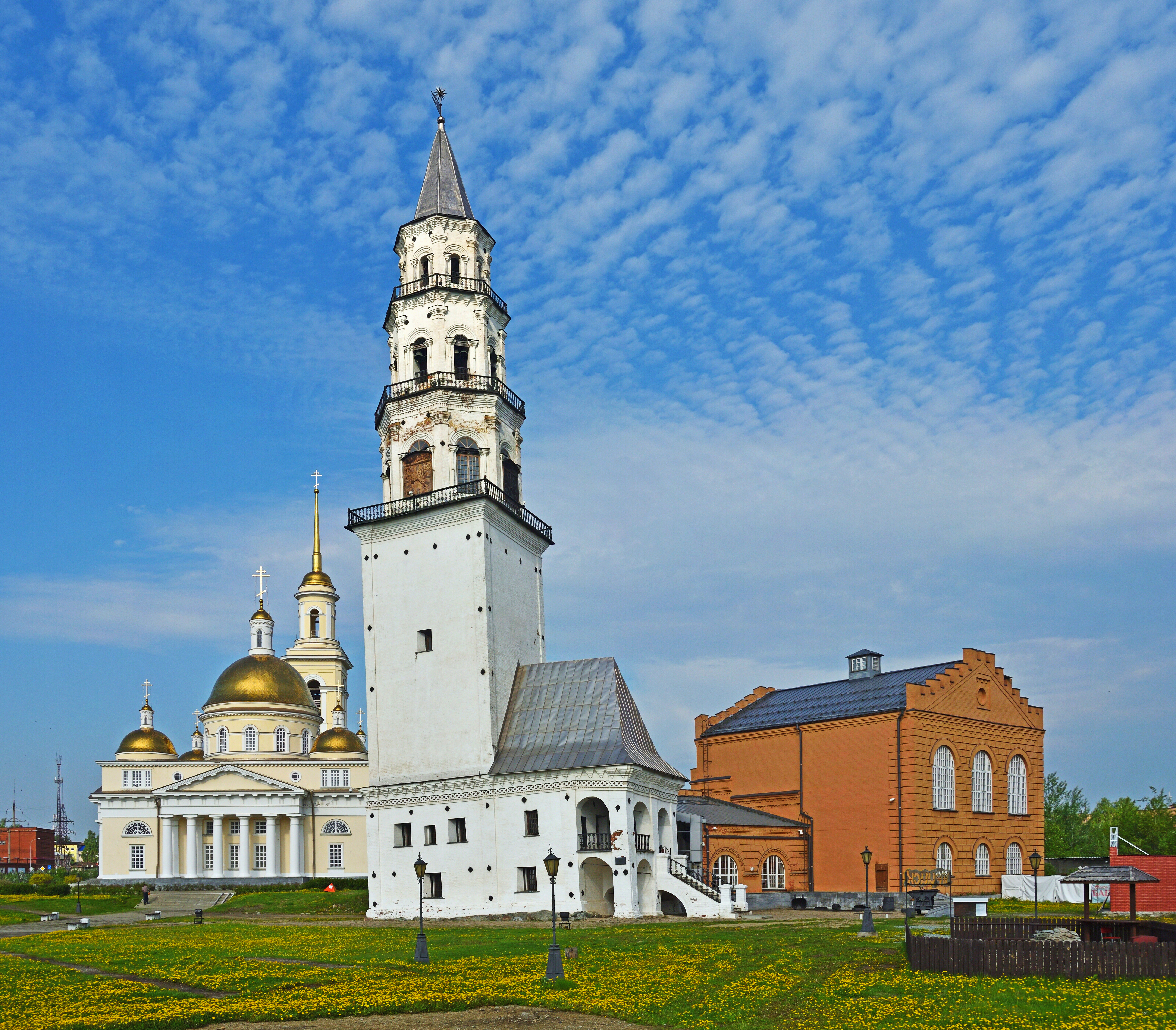
Tour penchée de Neviansk.
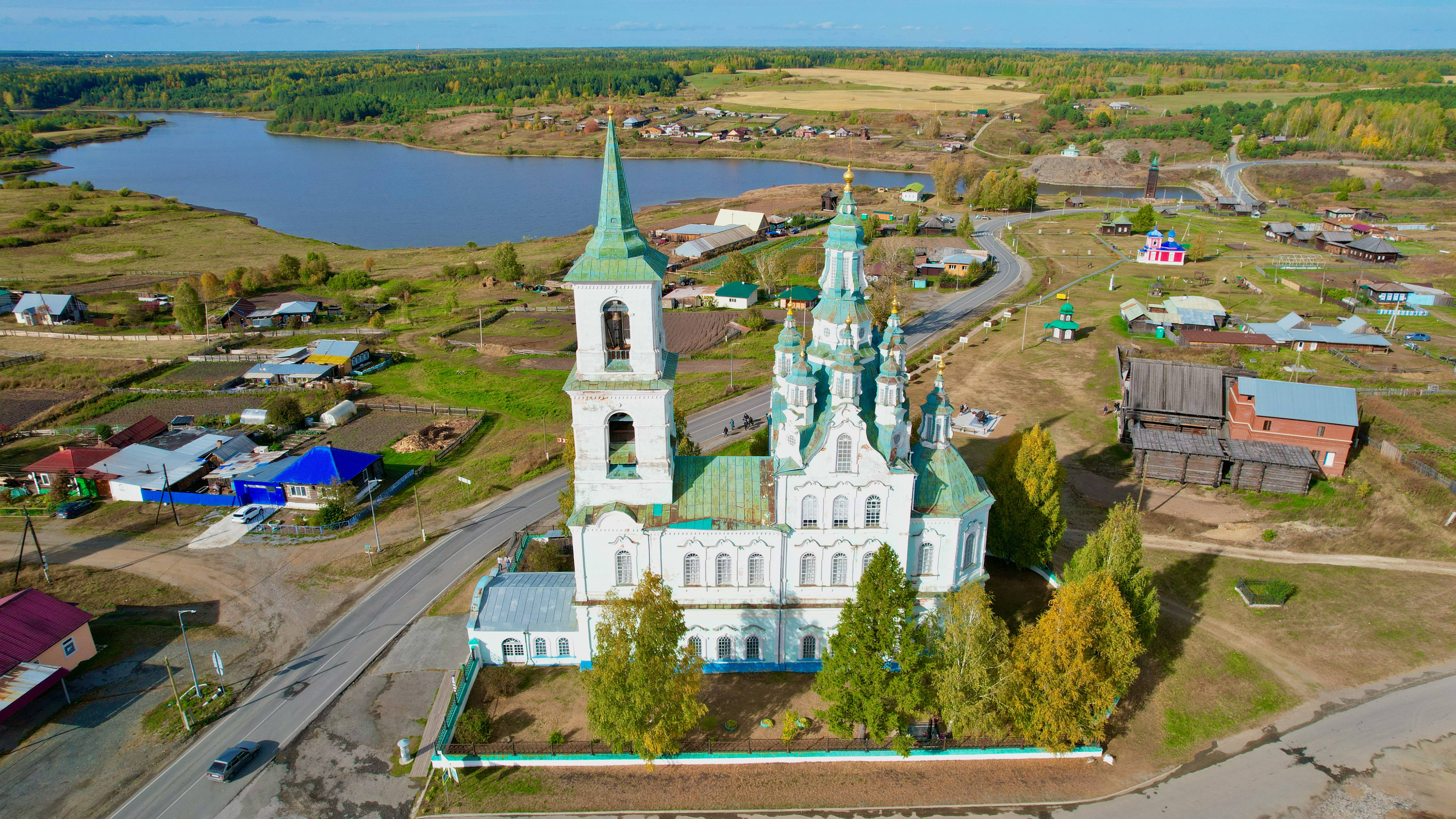
Cathédrale de la Transfiguration-du-Sauveur de Nijniaia Siniatchika.